# Leptogenys falcigera
Leptogenys falcigera es una especie de hormiga del género Leptogenys, subfamilia Ponerinae.

## Taxonomía
Esta especie fue descrita científicamente por Roger en 1861.

## Distribución
Esta especie se encuentra en Comoras, Guam, Hawái, Islas Marshall, Micronesia, Palaos, Filipinas, Madagascar, Mauricio y Sri Lanka.